# Karl Pearson
Karl Pearson (Londra, 27 marzo 1857 – Coldharbour, 27 aprile 1936) è stato un matematico e statistico britannico.
Con i suoi lavori influenzò notevolmente la teoria statistica, in particolare è ricordato per l'introduzione dell'indice che porta il suo nome per lo studio della correlazione di dati. È padre di Egon Pearson, anch'egli statistico di fama.

## La formazione
Ha una formazione in matematica che conclude nel 1879
durante la quale ha avuto come docenti personaggi dal calibro
di James Clerk Maxwell, George Gabriel Stokes, 
Arthur Cayley e Isaac Todhunter.
Continua gli studi con il diritto ed 
nel 1881 diventa avvocato. Soggiorna successivamente a
Heidelberg (Germania) interessandosi sia di fisica che
di metafisica, storia delle religioni e diritto romano.
Nel 1884 occupa la cattedra di matematica applicata
presso l'University College di Londra, 
ma si interessa pure di fisica, storia e filosofia. La sua prima opera (The New Werther, 1880) è ampiamente autobiografica,
ma già a 33 anni, nel 1889, si indirizza chiaramente verso
la statistica in seguito alla lettura di scritti di Francis Galton
(Natural Inheritance, 1889) e all'amicizia con lo zoologo
W.F.R.Weldon che gli fornisce dati che lo stimolano a riflessioni 
di tipo statistico.

## Contributi alla statistica
Karl Pearson ha contribuito alla teoria statistica in diversi ambiti:
- studio delle curve di densità: Pearson cerca di costruire un sistema di curve di densità basato su parametri ottenuti con il metodo dei momenti (vedasi:Principio ristretto di equivalenza in variabilità). Inoltre introduce il termine deviazione standard e la notazione σ tuttora usati.
- la correlazione: studia il coefficiente r e le sue generalizzazioni, basandosi sui lavori di Galton
- criteri per valutare l'approssimazione dei dati ad una distribuzione teorica, in modo particolare il noto Chi quadrato. In questo ambito è stato influenzato da Edgeworth.

Pearson è stato inoltre editore di alcune riviste: 
Annals of Eugenics, 
Drapers' Company Research Memoirs e soprattutto
Biometrika, finanziata da Galton.
Divenne il primo titolare della cattedra di eugenetica
creata dal suo amico e maestro Francis Galton
(Galton Chair of National Eugenics).
Si è preoccupato di costruire le tavole statistiche con lo scopo di fornire uno
strumento di lavoro a statistici e biometrici, tavole usate ancora oggi.
Questa attività venne proseguita da suo figlio.
Il suo laboratorio di biometria venne fuso con 
l'Eugenics Record Office di Galton,
diventando il Laboratorio Galton.
Il suo approccio agli aspetti sociali (p.es. socialismo, emancipazione della donna) 
e alla scienza (metodi statistici applicati allo studio dell'evoluzione) 
non fu sempre in sintonia con il pensiero del suo tempo
e nemmeno con quello di altri importanti statistici come Ronald Fisher,
al punto che poco prima della sua morte il suo dipartimento venne
diviso in due: il primo gestito da Fisher, l'altro dal figlio di Karl, Egon.

## Opere
- The New Werther (1880)
- The Trinity, A Nineteenth Century Passion Play (1882)
- Die Fronica (1887)
- The Ethic of Freethought (1886)
- The Grammar of Science (1892)
- A History Of The Theory Of Elasticity And Of The Strength Of Materials vol. 1 (1993) (con Isaac Todhunter)
- A History Of The Theory Of Elasticity And Of The Strength Of Materials vol. 2 (1893)
- On the dissection of asymmetrical frequency curves (1894)
- Skew variation in homogeneous material (1895)
- Contributions to the Mathematical Theory of Evolution. II. Skew Variation in Homogeneous Material, in Philosophical Transactions of the Royal Society of London (1895)
- Regression, heredity and panmixia (1896)
- On the criterion that a given system of deviations from the probable in the case of a correlated system of variables is such that it can be reasonably supposed to hove arisen from random sampling Phil. Mag. 6, p. 157-175 (1900): articolo di riferimento per il Chi quadrato) (χ²)
- Tables for Statisticians and Biometricians ((1914))
- Tables of Incomplete Beta Function (1934)
- The life, letters and labours of Francis Galton (3 volumi: 1914, 1924, 1930): biografia di Francis Galton, molto ammirato da Karl Pearson

### Personalità
- Egon Pearson (suo figlio e allievo)
- Ronald Fisher (suo allievo, nonché avversario)
- William Sealy Gosset (suo contemporaneo)
- Francis Galton (suo maestro)

### Argomenti
- Statistica
- Test di verifica d'ipotesi
- Ipotesi nulla
- Principio ristretto di equivalenza in variabilità
- Deviazione standard